# Броукенгед 4
Броукенгед 4 (англ. Brokenhead 4) — індіанська резервація в Канаді, у провінції Манітоба, у межах сільського муніципалітету Сент-Клементс.

## Населення
За даними перепису 2016 року, індіанська резервація нараховувала 516 осіб. Середня густина населення становила 9,4 осіб/км².
З офіційних мов обидвома одночасно володіли 5 жителів, тільки англійською — 510. Усього 25 осіб вважали рідною мовою не одну з офіційних, з них усі — одну з корінних мов.
Працездатне населення становило 57,3% усього населення, рівень безробіття — 20,9%.
Середній дохід на особу становив $19 106 (медіана $15 424), при цьому для чоловіків — $17 828, а для жінок $20 458 (медіани — $14 720 та $16 448 відповідно).
15,8% мешканців мали закінчену шкільну освіту, не мали закінченої шкільної освіти — 48,7%, 34,2% мали післяшкільну освіту, з яких 19,2% мали диплом бакалавра, або вищий.
| Статево-вікова структура населення | Статево-вікова структура населення | Статево-вікова структура населення | Статево-вікова структура населення | Статево-вікова структура населення |
| ---------------------------------- | ---------------------------------- | ---------------------------------- | ---------------------------------- | ---------------------------------- |
|                                    |                                    |                                    |                                    |                                    |
| Всього                             | Всього                             | 51,0%49,0%                         |                                    |                                    |
| 0 — 14 років                       | 0 — 14 років                       |                                    | 26,7%                              | 26,7%                              |
| 15 — 64 років                      | 15 — 64 років                      |                                    | 66,3%                              | 66,3%                              |
| 65 і більше                        | 65 і більше                        |                                    | 6,9%                               | 6,9%                               |
| Середній вік (років)               | Середній вік (років)               | 32,432,9                           | 32,6                               | 32,6                               |
| Медіана (років)                    | Медіана (років)                    | 30,828,2                           | 29,8                               | 29,8                               |
| — чоловіки — жінки                 |                                    |                                    |                                    |                                    |

| Походження мешканців:     | Походження мешканців:     | Походження мешканців: | Походження мешканців: | Походження мешканців: |
| ------------------------- | ------------------------- | --------------------- | --------------------- | --------------------- |
| Походження                |                           |                       | осіб                  | %                     |
| Корінні американці        | Корінні американці        |                       | 495                   | 95.19%                |
| Інше північноамериканське | Інше північноамериканське |                       | 0                     | 0%                    |
| Європейське               | Європейське               |                       | 100                   | 19.23%                |
| британське                | британське                |                       | 30                    | 5.77%                 |
| французьке                | французьке                |                       | 15                    | 2.88%                 |
| українське                | українське                |                       | 15                    | 2.88%                 |

## Клімат
Середня річна температура становить 2°C, середня максимальна – 22,8°C, а середня мінімальна – -25,1°C. Середня річна кількість опадів – 529 мм.
| Клімат поселення                              | Клімат поселення | Клімат поселення | Клімат поселення | Клімат поселення | Клімат поселення | Клімат поселення | Клімат поселення | Клімат поселення | Клімат поселення | Клімат поселення | Клімат поселення | Клімат поселення | Клімат поселення |
| Показник                                      | Січ.             | Лют.             | Бер.             | Квіт.            | Трав.            | Черв.            | Лип.             | Серп.            | Вер.             | Жовт.            | Лист.            | Груд.            |                  |
| Середній максимум, °C                         | −12,69           | −8,76            | −1,29            | 8,96             | 16,98            | 22,48            | 22,84            | 21,60            | 16,11            | 9,27             | −0,54            | −10,4            |                  |
| Середня температура, °C                       | −18,88           | −14,94           | −7,48            | 2,78             | 10,81            | 16,29            | 18,90            | 17,64            | 12,16            | 5,34             | −4,5             | −14,37           |                  |
| Середній мінімум, °C                          | −25,08           | −21,12           | −13,68           | −3,41            | 4,62             | 10,10            | 14,91            | 13,69            | 8,20             | 1,37             | −8,48            | −18,34           |                  |
| Норма опадів, мм                              | 20               | 13               | 24               | 26               | 56               | 90               | 83               | 72               | 57               | 41               | 26               | 21               |                  |
| Середньомісячна швидкість вітру, м/с          | 3.60             | 3.60             | 3.80             | 3.90             | 4.00             | 3.70             | 3.40             | 3.60             | 3.90             | 4.20             | 4.10             | 3.70             |                  |
| Середньомісячна сонячна радіація, кДж/м²·день | 4138             | 7428             | 12451            | 17209            | 20145            | 21090            | 21406            | 18198            | 12361            | 7287             | 4024             | 3008             |                  |
| --------------------------------------------- | ---------------- | ---------------- | ---------------- | ---------------- | ---------------- | ---------------- | ---------------- | ---------------- | ---------------- | ---------------- | ---------------- | ---------------- | ---------------- |
| Джерело:                                      |                  |                  |                  |                  |                  |                  |                  |                  |                  |                  |                  |                  |                  |